# Collégiale Saint-Médard d'Arcevia
La collégiale Saint-Médard (en italien, Collegiata di San Medardo) est le principal édifice religieux d'Arcevia, en province d'Ancône dans le diocèse de Senigallia, en région des Marches italiennes ; il fait partie du vicaire d'Ostra-Arcevia.

## Histoire et description
Une église en ce lieu est attestée dès 1208,. Le fait qu’elle soit dédiée au saint français Médard n'a pas d'explication sûre et documentée, l’on ne sait pas non plus l’époque à laquelle elle remonte. Le seul fait certain est que l'église conserve une relique du saint. 

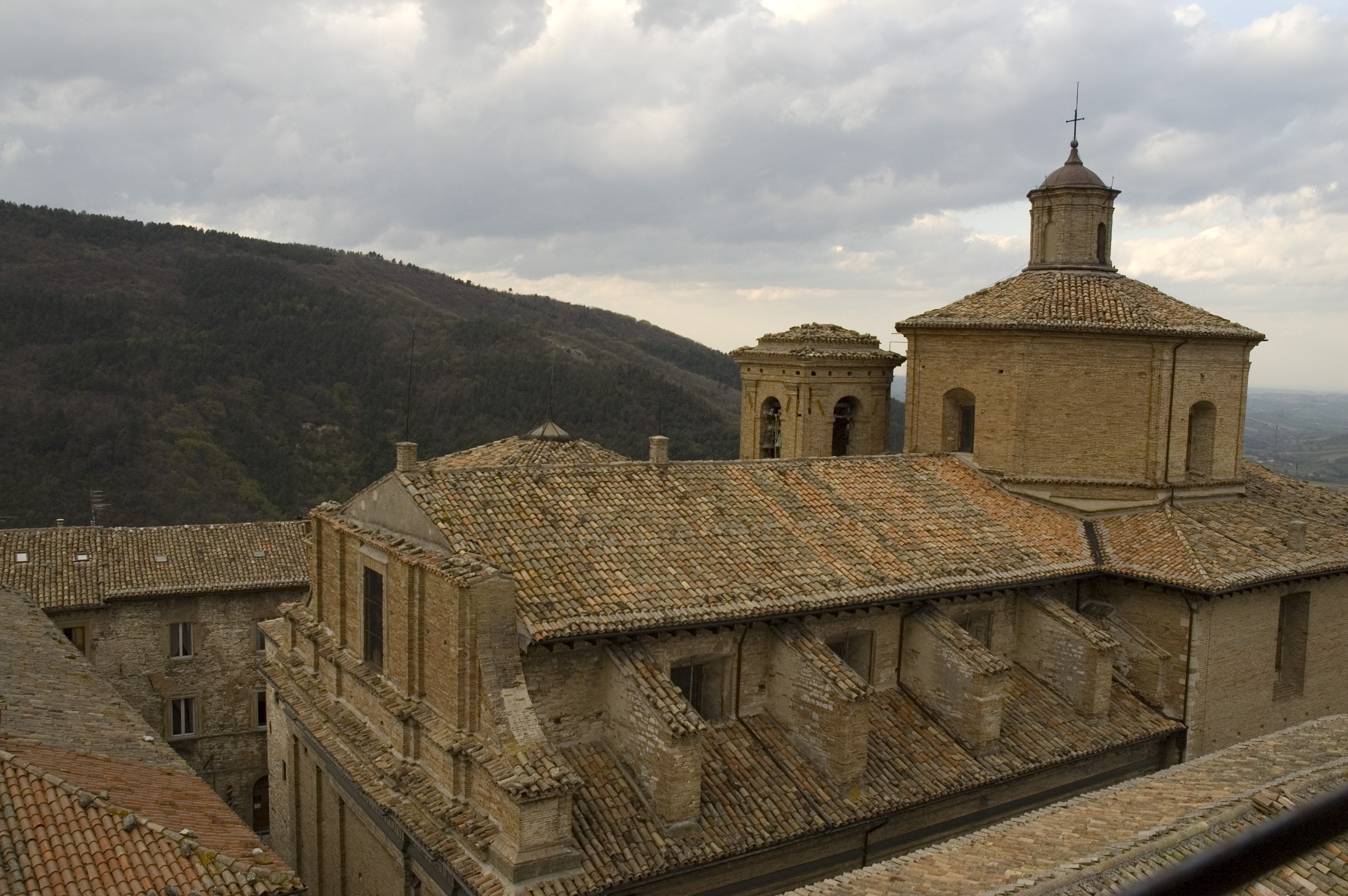
Extérieur de la Collégiale d'Arcevia.

En 1585, le pape Sixte V élève l'église au rang de collégiale et à partir de 1634, l'église fut entièrement reconstruite sur un projet de l'architecte pisan Michele Buti et construite par Ascanio Passeri de Pergola, dont on peut lire la signature sur la façade extérieure au niveau de l'entablement. Les travaux ont été achevés en 1702.
Le grand édifice a un plan en croix latine, et possède une nef unique avec un dôme polygonal. 
Il conserve de nombreuses et remarquables œuvres d’art :
Après la première chapelle à droite, dédiée aux morts des guerres mondiales, dans la deuxième chapelle se trouve une copie du XVIIe siècle de Marie Madeleine qui contemple les instruments de la passion du  Guerchin, dans la troisième une toile attribuée à Ercole Ramazzani avec le Libération des âmes du purgatoire et au quatrième l'autel de Sainte Thérèse, un riche appareil en bois de Leonardo Scaglia et Francesco Giglioni, du milieu du XVIIe siècle. 
Le transept droit forme la chapelle de San Medardo, avec l'autel en bois dédié au saint du même nom avec les statues de la Charité et de la Force, de la Prudence et de la Tempérance, une autre œuvre de Leonardo Scaglia et Francesco Giglioni, datant également du milieu du XVIIe siècle.

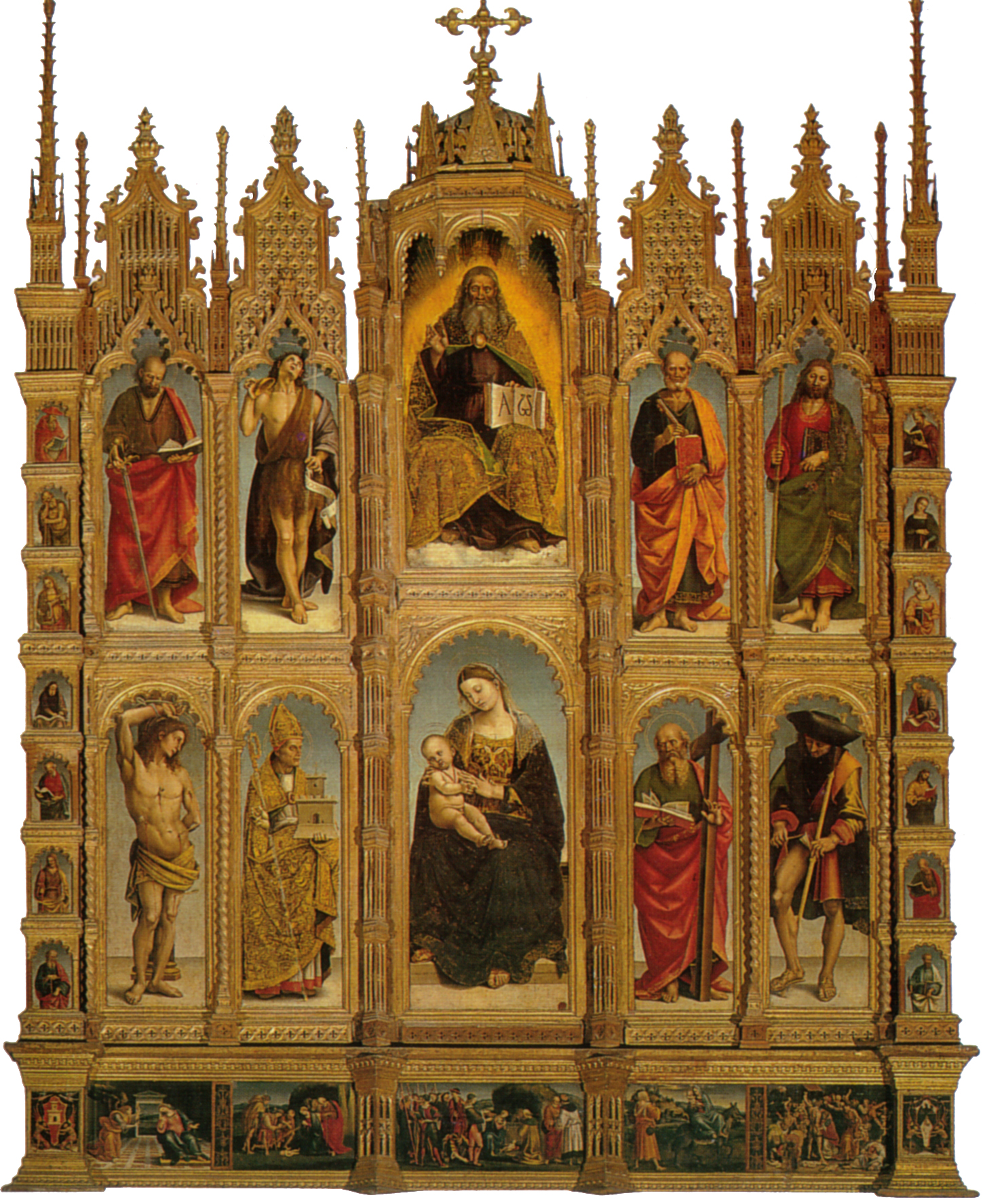
Le polyptyque d'Arcevia.

Dans le presbytère, outre le Jugement dernier d'Ercole Ramazzani (1597) et l'autel de la fin du XIXe siècle, se trouve le fameux polyptyque d'Arcevia, peint à la détrempe sur bois (393 × 315 cm) par Luca Signorelli, de 1507. Il représente le Père Éternel, la Vierge à l'Enfant et des saints, et a été commandé par Marco Vigerio I Della Rovere, évêque de Senigallia. 
Derrière se trouve le chœur en bois sculpté et incrusté de Corrado Teutonico, de 1488-1490.
Le transept gauche, ou chapelle du Rosaire, abrite la Vierge à l'Enfant entre Saint Dominique et Sainte Catherine de Simone Cantarini dit Il pesarese, œuvre datant de 1642. 
La troisième chapelle à gauche montre une autre belle œuvre de Scaglia et Giglioni qui abrite une réplique de la Vierge à l'Enfant, de aint Adrien et de sainte Thérèse avec des variantes de la Pala des Bolonais du Dominiquin.

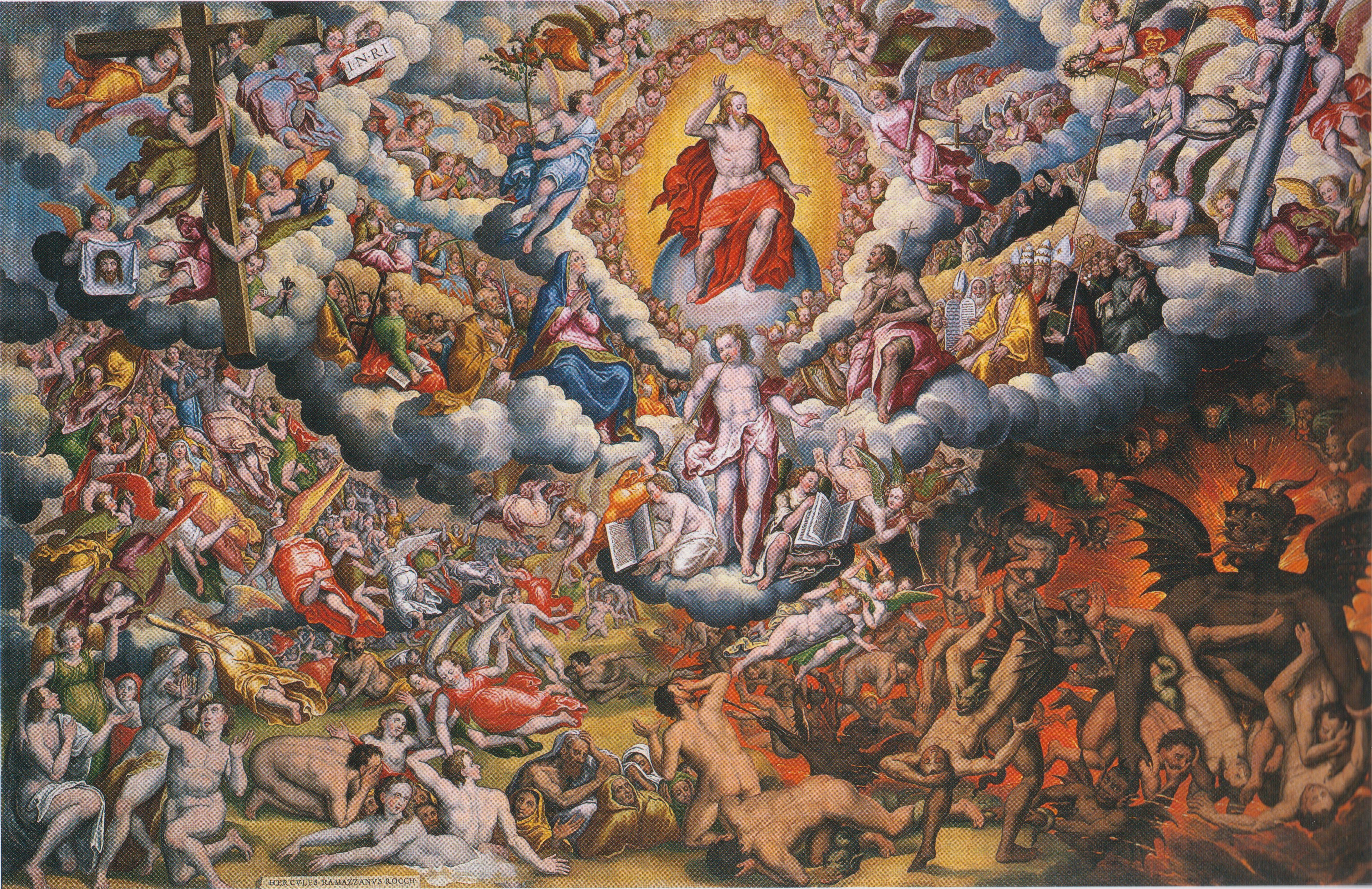
Le Jugement universel (1597) d’Ercole Ramazzani.

Entre cette chapelle et la seconde se trouve l'entrée de la chapelle du Sacrement, à l'intérieur de laquelle se trouvent d’importantes œuvres en terracotta invetriata des Della Robbia : le crucifix de Fra' Mattia della Robbia, la Vierge à l'enfant entre les saints Jean-Baptiste et Jérôme, dossal en céramique émaillée appelé « dei  Miracoli » de Giovanni Della Robbia en 1513, et un frontal composé de fragments d'un autel.  
De cette chapelle, on passe au baptistère où se trouve l'autre œuvre de Luca Signorelli pour la Collégiale, le Baptême de Jésus, de 1508, avec un encadrement antérieur de Corrado Teutonico peint par Luca di Paolo.
Dans la deuxième chapelle se trouve la Vierge à l'Enfant et Saint Joseph qui visitent Sainte Anne et Saint Joachim de Piergentile da Matelica et Venanzio da Camerino, huile sur panneau de 1529. On y trouve également une  crèche  en terre cuite attribuée à Ercole Ramazzani.